# Выбуч
Выбуч — древнерусский город в Волынской земле, упомянутый в Воскресенской летописи под 1161 годом и в Ипатьевской летописи под 1162 годом в связи с походом Мстислава Изяславича на пересопницкого князя Владимира Андреевича: «А Мстиславъ же Изяславичь иде изъ Володимиря на Володимира Андреевича въ Пересопницу, и пришедъ ста на Выбучи».

## Городище
Летописный Выбуч ассоциируется с городищем у села Посников в Ровненской области, южная часть которого раньше называлась Вильбичи. Городище расположено на юго-восточной окраине села на левом берегу речки Новины. Площадка поселения подпрямоугольных очертаний (80 x 60 м), укреплена по периметру валом высотой З м и глубоким рвом (глубина 4 м). С юго-восточной стороны прослеживается второй вал. Заметны следы трёх въездов в виде разрывов вала, напротив которых во рвах сделаны дамбы. Около северо-восточного въезда на конце вала есть округлое расширение, являвшееся, вероятно, основой башни. Культурный слой (1 м) насыщен кусочками глиняной обмазки, обломками лепной керамики эпохи бронзы и многочисленными фрагментами гончарной древнерусской (XI—XIII веков) и более поздней посуды. К городищу примыкает синхронное селище. Памятник известен с конца XIX века, его исследовали Р. Якимович, П. А. Раппопорт, В. В. Зварич, Р. М. Чайка, Б. А. Прищепа.

## Галерея

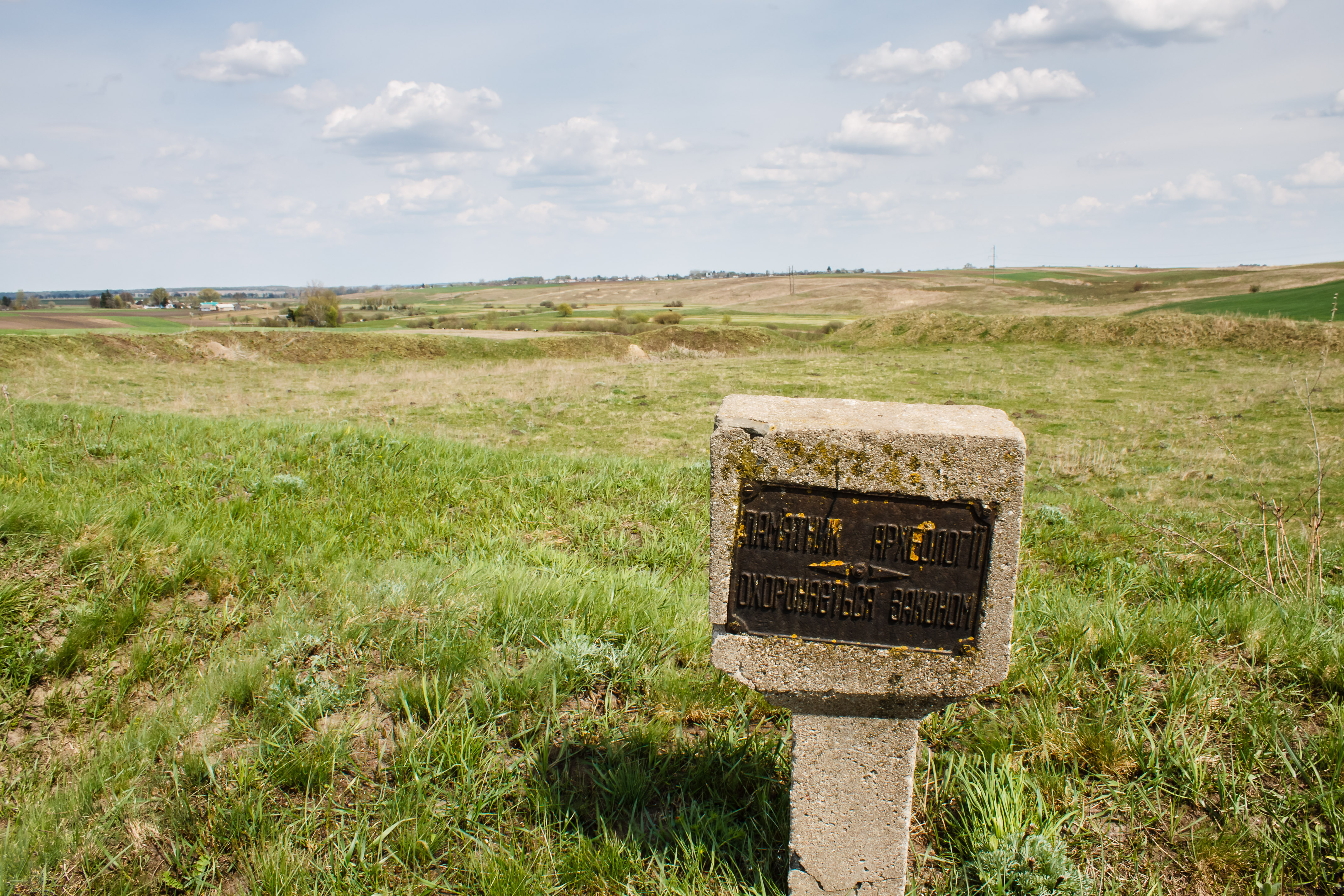
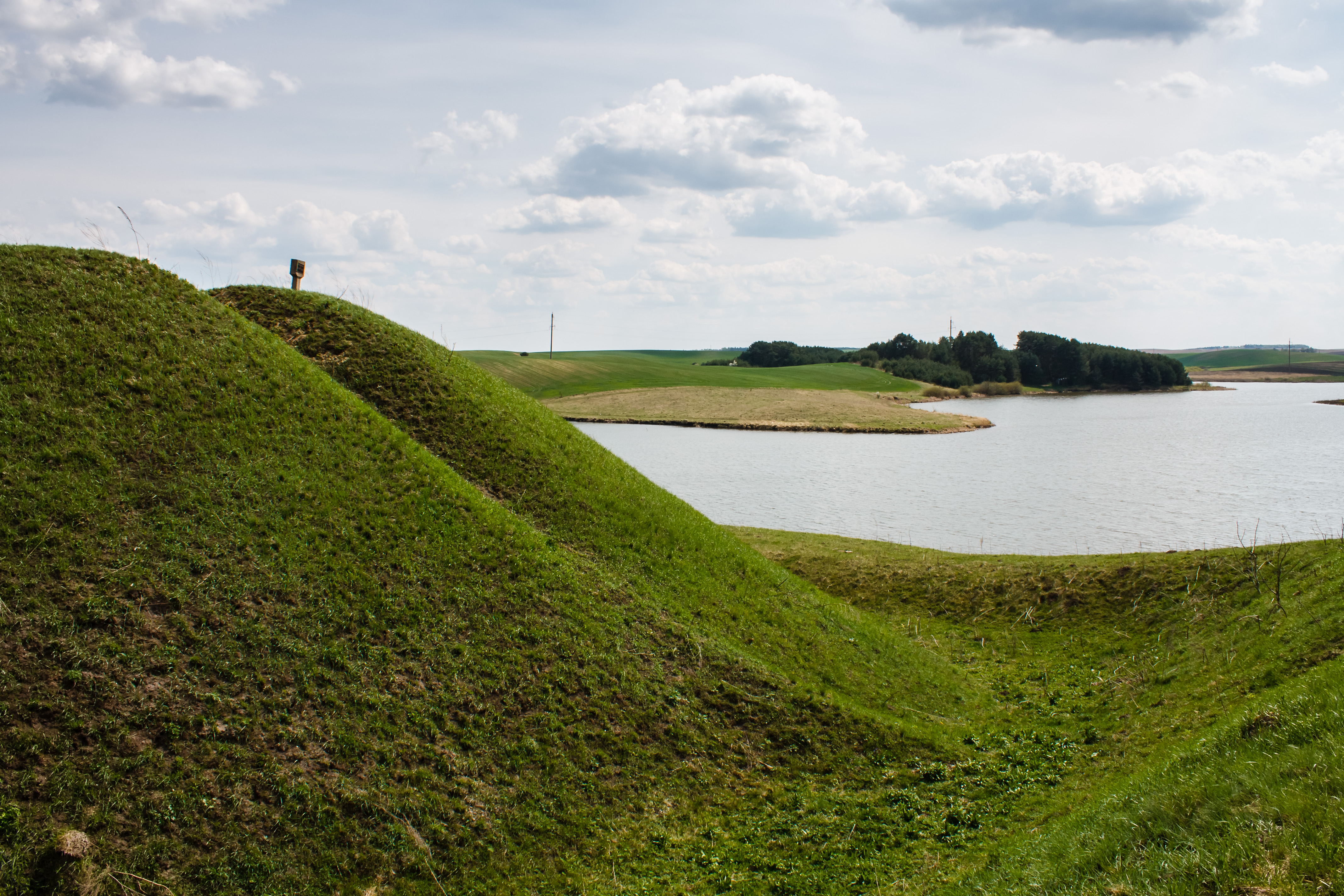
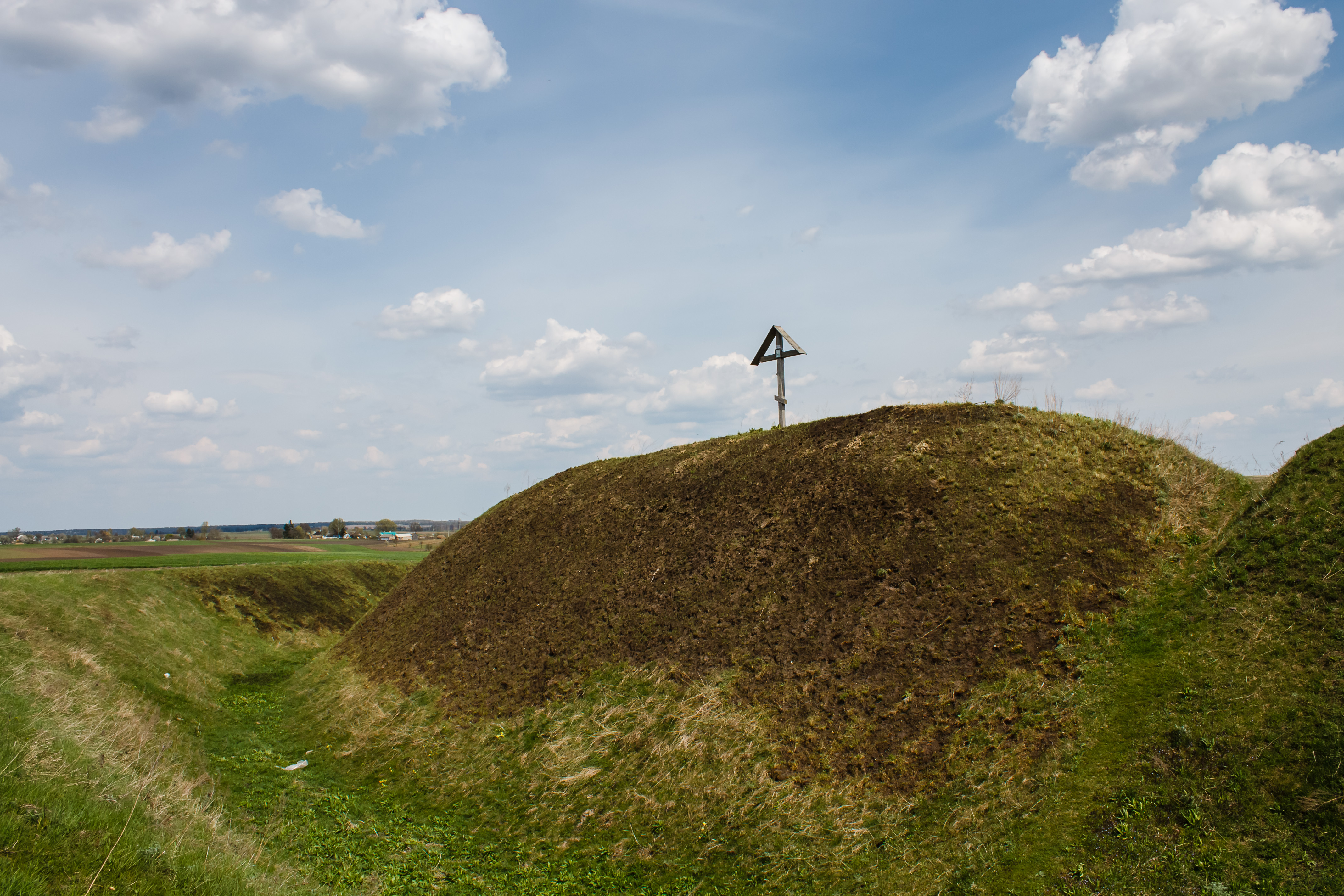